# Contea di Liaoyang
La contea di Liaoyang (辽阳县S, Liáoyáng XiànP) è una contea della Cina, situata nella provincia di Liaoning e amministrata dalla prefettura di Liaoyang.